# Samuli Suhonen
Samuli Suhonen, född 7 januari 1980 i Kuopio, Finland, är en finländsk före detta professionell ishockeyspelare (back), vars moderklubb var KalPa. Han spelade mesta delen av sin karriär i Finland, men var en säsong, 2009-10 i Modo Hockey. Han avslutade sin karriär 2011 i italienska HC Bolzano.